# Episodi di Mamma in un istante (terza stagione)
La terza stagione di Mamma in un istante è andata in onda negli Stati Uniti dal 29 settembre 2015.
| n° | codice di prod. | Titolo originale          | Titolo italiano       | Prima TV USA      | Prima TV Italia |
| -- | --------------- | ------------------------- | --------------------- | ----------------- | --------------- |
| 1  | 303             | Fear Factor               |                       | 19 settembre 2015 | 2016            |
| 2  | 306             | Mysteries of Maggie       |                       | 19 settembre 2015 | 2016            |
| 3  | 312             | Ship of Fool              |                       | 26 settembre 2015 | 2016            |
| 4  | 216             | No Retreat, No Surrender  | Fratelli coltelli     | 26 settembre 2015 | 2016            |
| 5  | 304             | Bawamo Shazam             |                       | 3 ottobre 2015    | 2016            |
| 6  | 219             | Driving Ms. Crazy         | La multa              | 3 ottobre 2015    | 2016            |
| 7  | 302             | Basket Case               |                       | 10 ottobre 2015   | 2016            |
| 8  | 218             | Turning a Blind Eye       | L'amore è cieco       | 10 ottobre 2015   | 2016            |
| 9  | 217             | Thumper for President     | L'anello              | 17 ottobre 2015   | 2016            |
| 10 | 215             | Bag Lady                  | La borsa nuova        | 17 ottobre 2015   | 2016            |
| 11 | 301             | Off the Hook              |                       | 24 ottobre 2015   | 2016            |
| 12 | 311             | Jamal in the Family       |                       | 24 ottobre 2015   | 2016            |
| 13 | 214             | Friendly Fire             | Fuoco amico           | 31 ottobre 2015   | 2016            |
| 14 | 220             | Two Guys and a Gabby      | Due ragazzi per Gabby | 31 ottobre 2015   | 2016            |
| 15 | 309             | Crimes of Fashion         |                       | 7 novembre 2015   | 2016            |
| 16 | 308             | Smarty Bowl               |                       | 7 novembre 2015   | 2016            |
| 17 | 313             | S-A-Tease                 |                       | 14 novembre 2015  | 2016            |
| 18 | 310             | International Incident    |                       | 14 novembre 2015  | 2016            |
| 19 | 316             | Yoot There It Is          |                       | 21 novembre 2015  | 2016            |
| 20 | 314             | Walk Like a Boy           |                       | 21 novembre 2015  | 2016            |
| 21 | 315             | Dollar Sign               |                       | 5 dicembre 2015   | 2016            |
| 22 | 307             | Bug Out                   |                       | 5 dicembre 2015   | 2016            |
| 23 | 318             | Playa Hata                |                       | 12 dicembre 2015  | 2016            |
| 24 | 305             | Hourly Rage               |                       | 12 dicembre 2015  | 2016            |
| 25 | 317             | Gone Batty                |                       | 19 dicembre 2015  | 2016            |
| 26 | 319             | Ain't Over Till It's Over |                       | 19 dicembre 2015  | 2016            |